# Семененко Іван Андрійович

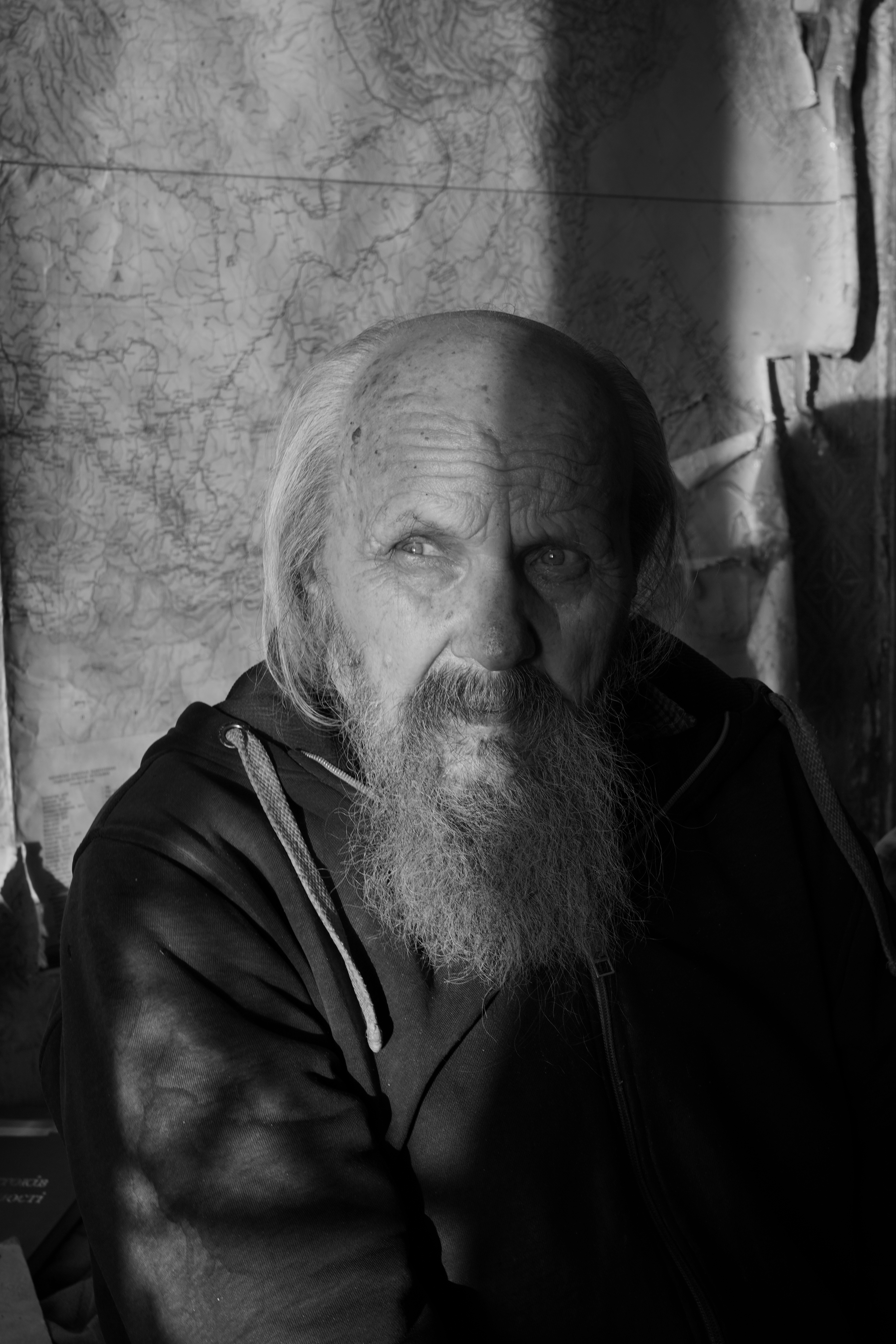
поет Іван Семененко в себе вдома, Київ, лютий 2024

Семененко Іван Андрійович (нар. 11 вересня 1936, Удівці) — поет, представник Лаврської школи поезії.

## Біографія
Народився 11 вересня 1936 року на Київщині в селі Удівці. Його дитинство випало на час повоєнного голоду та бідності. У 1943 році він пішов до школи, де долучився до літературного гуртка. Саме там Іван мав досвід першого прочитання своєї поезії. Хоча тоді через літературу дітям намагалися насаджувати радянську пропаганду.
За спогадами Семененка, у віці 16 років він хотів утекти з СРСР до Канади в українську діаспору. Але в Сакартвело його затримали та відправили на 10 років у мордовські політичні табори. Поет пробув у селі Явас три з половиною роки. У 1956 році більшість ув'язнених відпустили.
Семененко навчався в Київському інституті іноземних мов на спеціальності французька філологія. Там у бібліотеці міг читати класиків західноєвропейського модернізму в оригіналі. Тоді й почав писати верлібром. Івана Семененка помітив поет Микола Гірник. У 1957 році він посприяв, аби вірш Семененка «До Вітчизни» надрукували в комсомольській газеті «Декада». Після цієї публікації поезії Івана більше ніде не приймали через «буржуазний націоналізм», а поет був під постійним наглядом КДБ.
Деякий час Семененко вчителював. Але пізніше його не приймали до школи на роботу через антикомуністичну творчість. Через це на початку 1980-х він влаштувався пожежником кіностудії Інституту театрального мистецтва на території Лаври. Саме там троє поетів — Семененко, Воробйов та Лишега — зблизились. Дослідники згодом назвуть їх Лаврською школою поезії. Але для них тоді не були важливими ніякі означення. Навіть навпаки, будь-яка зайва маніфестація могла привернути увагу КДБ. ІЗ 1993 року член НСПУ.

### Збірки віршів для дітей:
- «Пливе нічка на човнику» (1990 р.)
- «Великий півень» (1993р.)

У 2016 році Іван Малкович включив добірку віршів Семененка в «Антологію української поезії XX століття».
Окремі добірки віршів Івана Семененка можна прочитати в архіві журналу «Сучасність» (1993 рік), «Світовид»(IV (13) 1993 рік) а також на сайті мистецького журналу «Артанія».

## Характеристика творчості
За аналізом літературознавця Тараса Пастуха поетичний світ Івана Семененка позначений сюрреалістичною візією буття. Однак у цю візію цілком органічно вписуються міфологічні уявлення, які виявляють бачення життя як органічного та взаємопов’язаного цілого (передусім завдяки анімізму); дозволяють презентувати ті динамічні стихії, які проймають собою це ціле; дають змогу виразити те, що існує у світі по той бік видимого.
Також Пастух у своїй монографії "Київська школа та її оточення" стверджує, що поет звертається до міфологічних уявлень та фольклорного матеріалу в дещо інший спосіб, ніж це робили Голобородько, Кордун чи ранній Воробйов. Семененко менше намагається йти за “духом” матеріалу, а більше використовує цей матеріал як готові формули для розбудови власних образних конструкцій. Також для стилю поета характерним є: зведення епічної складової до мінімуму, посилення експресивних властивостей ліричної оповіді, звернення до різноманітних форм паралелізму, медитативність, у чималій кількості текстів ліричний суб’єкт присутній як безпосередній учасник подій, широке представлення пейзажних картин (часто у сюрреалістичних вимірах).
Окремо літературознавець звертає увагу на пунктуацію у віршах Семененка. Від самих початків поет уникав будь-яких розділових знаків у вільному вірші. Семененко свідомо запроваджував ту форму верлібру, яка якомога далі відходить від поширених конвенцій письма та виявляє прагнення більш вільного висловлювання. А рукописи 1960-х та окремі публікації текстів у 1990-х та 2000-х рр.  свідчать про те, що поет у великій кількості випадків скасував і таку пунктуаційну норму, як велика літера на початку рядка. Одночасно Семененкові верлібри демонструють виразну й тонку ритмічну організацію, яку ми бачили хіба що у вільних віршах Воробйова.